# Famille de Witte (peintres anversois)
Pour les articles homonymes, voir Witte.
 (janvier 2021).
Si vous disposez d'ouvrages ou d'articles de référence ou si vous connaissez des sites web de qualité traitant du thème abordé ici, merci de compléter l'article en donnant les références utiles à sa vérifiabilité et en les liant à la section « Notes et références ».
La famille de Witte est une famille de peintres flamands citoyens (poorters) d'Anvers.
Il ne faut pas la confondre avec d'autres familles homonymes n'ayant avec elle aucun lien de parenté.
Font partie de cette famille :
- Pieter de Witte (1586-1651), peintre de paysages et de sujets religieux.
- Pieter de Witte le Jeune (1617-1667), peintre de paysages et de sujets religieux, fils de Pieter.
- Gaspar de Witte (1624-1681), peintre de paysages et d'architecture, fils de Pieter.
- Jean-Baptiste de Witte, peintre, fils de Pieter.

## Pour approfondir